# Ferndale, Washington
Ferndale är en stad (city) i Whatcom County i delstaten Washington i USA. Vid 2010 års folkräkning hade Ferndale 11 415 invånare.

## Kända personer från Ferndale
- Daran Norris, skådespelare